# Acharagma aguirreana
Acharagma aguirreana (укр. Ахарагма агуїреана, Ахарагма Агуїрре) — сукулентна рослина з роду Acharagma родини кактусових.

## Етимологія

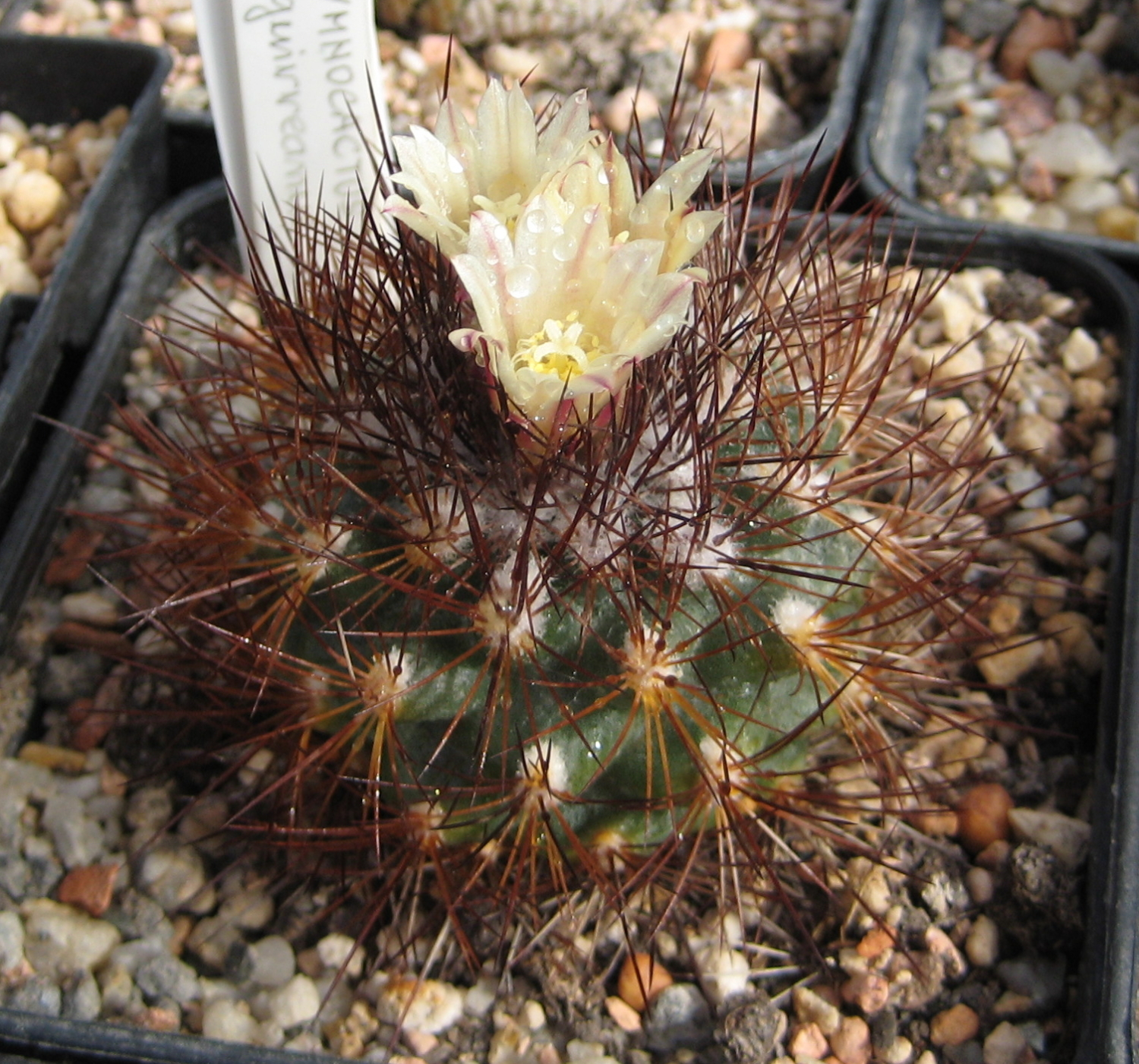

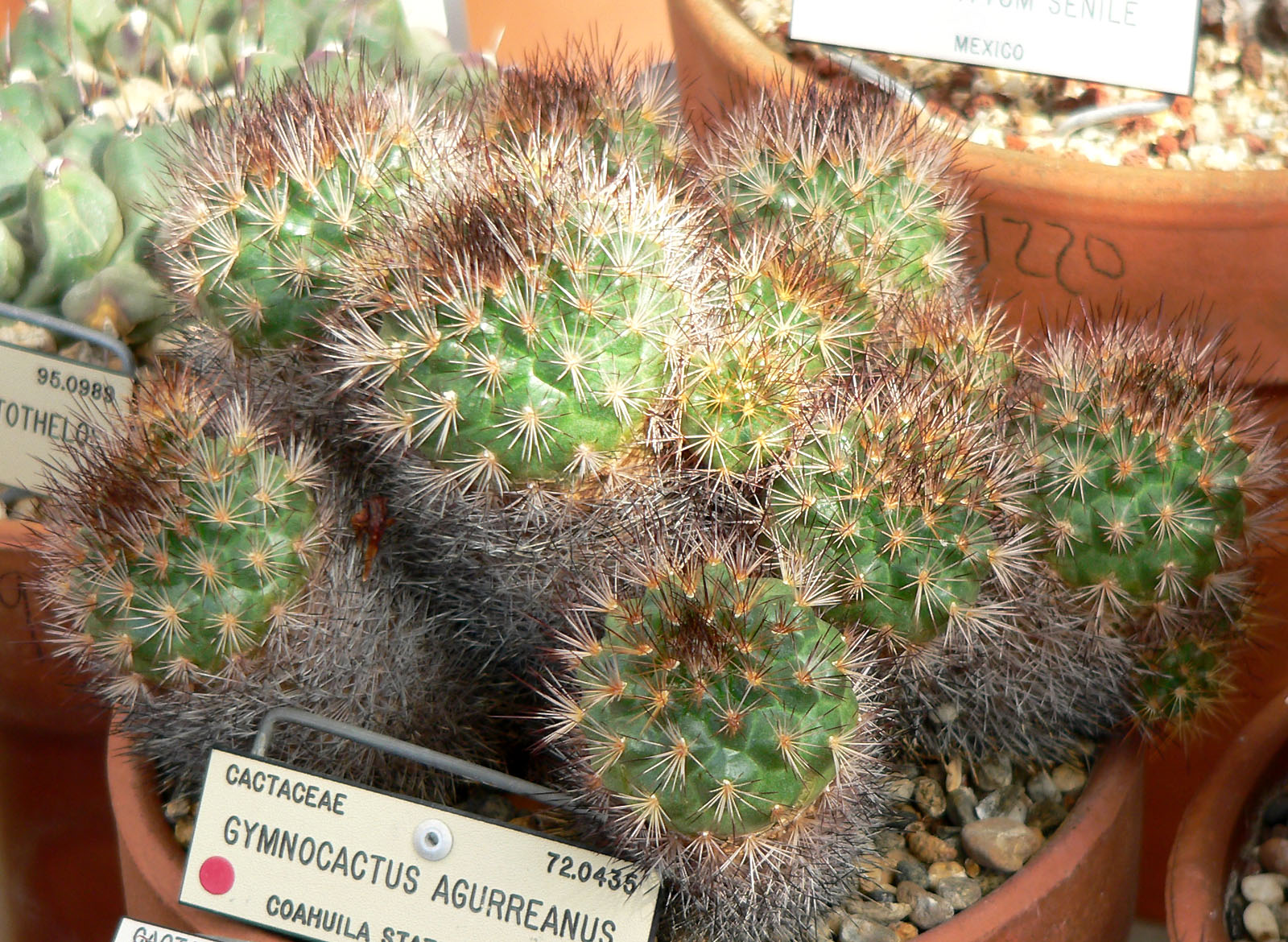

Видова назва «aguirreana» дана на честь на мексиканського ботаніка-кактусиста Густава Агуїрре Бона-відес де Парраса.

## Морфологія
Рослина зазвичай одиночна.

 Стебло — кулясте до здавлено-кулястого, м'яке, до 5 см заввишки, в діаметрі 5-7 см.

 Епідерміс — від середнього ступеня зеленого до фіолетового відтінку.

 Туберкули — м'ясисті, злегка еластичні, до 5 мм завдовжки.

 Центральних колючок — 2 або більше, часто важко відмітні від радіальних.

 Радіальних колючок — 13-16, часто в двох рядах, завдовжки 8-15 мм.

 На верхівці рослини колючки іноді утворюють своєрідний чубчик.

 Квіти — жовтуваті до червонувато-жовтого відтінку, завдовжки 1-0,8 см, в діаметрі до 2 см, середня частина пелюстків забарвлена інтенсивніше.

 Плоди — зеленувато-фіолетові, до 12 мм завдовжки, в діаметрі 3,5 мм.

## Ареал та чисельність
Ареал зростання — штат Коауїла. Зустрічається в горах Сьєрра-де-ла-Паїла в діапазоні 1 км². Чисельність популяції оцінюється у менше ніж 1 000 рослин.